# Burmerange
Burmerange é uma comuna do Luxemburgo, pertence ao distrito de Grevenmacher e ao cantão de Remich.

## Demografia
Dados do censo de 15 de fevereiro de 2001:
- população total: 906
  - homens: 451
  - mulheres: 455
- densidade: 67,76 hab./km²
- distribuição por nacionalidade:

| Nacionalidade  | População | %      |
| -------------- | --------- | ------ |
| luxemburgueses | 734       | 81,02% |
| estrangeiros   | 172       | 18,98% |
| - portugueses  | 60        | 6,62%  |
| - franceses    | 35        | 3,86%  |
| - italianos    | 14        | 1,55%  |
| - belgas       | 12        | 1,32%  |
| - alemães      | 20        | 2,21%  |
| - iuguslavos   | 8         | 0,88%  |
| - outros       | 23        | 2,54%  |

- Crescimento populacional:

| Ano        | População |
| ---------- | --------- |
| 15/02/2001 | 906       |
| 01/01/2002 | 941       |
| 01/01/2003 | 951       |
| 01/01/2004 | 958       |
| 01/01/2005 | 978       |